# Моя интимная жизнь с одиночеством
My Lesbian Experience With Loneliness (яп. さびしすぎてレズ風俗に行きましたレポ Сабисисугитэ Рэдзу Фу:дзоку Икимасита Рэпо) — манга авторства Каби Нагаты. Первоначально манга была анонсирована на сайте Pixiv, а после была опубликована как ваншот 17 июня 2016 года издательством East Press в Японии. По итогам 2017 года работа попала в рекомендательный список Kono Manga ga Sugoi! для женщин от издательства Takarajimasha, заняв в нём третью строчку. В 2016 году Нагата выпустила сиквел истории под названием My Solo Exchange Diary.
В 2017 году манга была лицензирована и выпущена на территории Северной Америки компанией Seven Seas Entertainment. В 2018 году My Lesbian Experience With Loneliness была удостоена премии Харви в номинации «Лучшая манга». Версия комикса на английском языке также была включена в различные рекомендательные списки работ по ЛГБТ-тематике от журналов Teen Vogue и Bookish.

## Сюжет
Сюжет манги описывает часть автобиографии Каби Нагаты и охватывает около десяти лет. С окончания средней школы главная героиня находилась в глубокой депрессии, из-за чего не могла продолжать работать, не находила места в собственном доме и испытывала пищевые расстройства. Чувствуя застой в своей жизни, героиня испытывает потребность найти человека, которого смогла бы обнять. В результате она набирается смелости пойти в лесбийский бордель.

## Критика
Манга получила высокую оценку у рецензентов портала Anime News Network. Ребекка Сильверман отметила, что My Lesbian Experience With Loneliness является лучшей, по её мнению, работой на ЛГБТ-тематику, выпущенной в 2017 году на английском языке. Критик отмечала, что история затрагивает вопросы, которые будут интересны не только представителям гомосексуальных меньшинств, но и гетеросексуалам, а именно проблему перехода из детского возраста к взрослому. Тем не менее Сильверман посчитала, что попытки героини примириться с самой собой бывают достаточно трудными для чтения, и создаётся ощущение нехватки словарного запаса у автора, однако её подкупила готовность мангаки делиться своим опытом и реалистичность подхода к повествованию. Обозреватель подчёркивала, что сюжет манги лишён каких-либо вольных или вымышленных счастливых моментов, а также не является «посланием читателю» и, вполне вероятно, что изначально был написан для личного пользования. Аналогичную оценку произведения дали и коллеги Сильверман — Эми Макнолти и Ник Фриман, назвавшие эту работу «очень вдохновляющей» и достойной «появления в колледжах для решения проблем психического здоровья» подростков.